# YAF Framework
YAF Framework (Yet Another Framework) est une framework et une extension php écrite avec du pur langage C. L'extension est minimaliste et orientée performance et elle est considérée l'une des plus rapides Frameworks de php.